# 화천 계성리 석등
화천 계성리 석등(華川 啓星里 石燈)은 대한민국 강원특별자치도 화천군 하남면에 있는 고려시대의 석등이다. 1968년 12월 19일 대한민국의 보물 제496호로 지정되었다.

## 개요
계성리 마을에 서 있는 고려시대의 석등이다. 이 마을에는 계성사(啓星寺)의 옛터가 있으며, 절터에는 쓰러진 석탑의 일부와 종모양의 부도 등이 흩어져 있다. 이 석등은 일제 때 절터에서 약 200m밑으로 강제로 옮겨진 것으로 정확한 원래의 위치는 알 수 없다.
일반적으로 석등은 불을 밝혀두는 화사석(火舍石)이 중심이 되어, 아래로는 이를 받쳐주는 3단의 받침돌을 쌓고, 위로는 지붕돌과 머리장식을 얹었다. 이 석등은 신라시대에는 8각, 고려시대에는 4각인 일반적인 것에서 벗어나 독특하게 6각의 형태를 취하고 있다.
아래받침돌은 거의 묻혀 있어 윗부분만 보이며, 가운데받침돌은 원통형의 기둥에 띠를 두른 것으로, 띠를 이루는 부분에 각종 무늬를 새겨 놓았다. 원통형의 기둥은 고려시대 석등에서도 자주 볼 수 있는 것이나, 그 모양이 전라도 지방에서 유행했던 장고 모양을 닮아 있어 흥미롭다. 화사석은 특히 주목되는 부분으로, 6개의 돌을 세워 6각을 이루게 하였다. 각각의 돌은 좌우를 반타원형으로 깎아낸 것으로, 옆돌과 맞추어져 6개의 타원형 창이 만들어졌다. 지붕돌은 각 귀퉁이선이 뚜렷하고 추녀 위로는 꽃조각이 작게 돌출되어 있어 멋스럽다. 꼭대기에는 머리장식으로 보주(寶珠:연꽃봉오리모양의 장식)를 놓았는데, 지나치게 커서 아래를 누르고 있는 듯 하다.
현재까지 알려진 6각형 석등은 북한지역에 2기를 포함하여 모두 4기가 남아 있는데, 이 석등도 그 중의 하나이다. 높은 기둥 위에 놓여 있어 전체적으로 아름다운 균형감이 흐르고 있으며, 건립연대는 고려 전기로 추정된다.

## 계성리 절터
보물 제496호 계성리 석등의 정비사업의 하나로 추정 계성리 절터를 발굴한 강원고고문화연구원은 고려전기 본존불을 모신 금당으로 추정되는 건물터에서 고맥이 초석(주춧돌)을 사용한 육각형의 기단을 확인했다.

## 참고 자료
- 화천 계성리 석등 - 국가유산청 국가유산포털